# Litorale laziale
Il litorale laziale è il tratto della costa laziale, lungo 361 km, confinante ad ovest unicamente con il Mar Tirreno centrale attraverso un'ampia fascia costiera, che va dalla costa della Toscana meridionale a nord a quella della Campania settentrionale a sud. Comprende il litorale viterbese a nord, il litorale romano al centro e quello pontino a sud, confinando a nord con l'entroterra della Maremma laziale, a est con la Campagna Romana, l'Agro romano, l'Agro Pontino e il Lazio meridionale.

## Geografia fisica

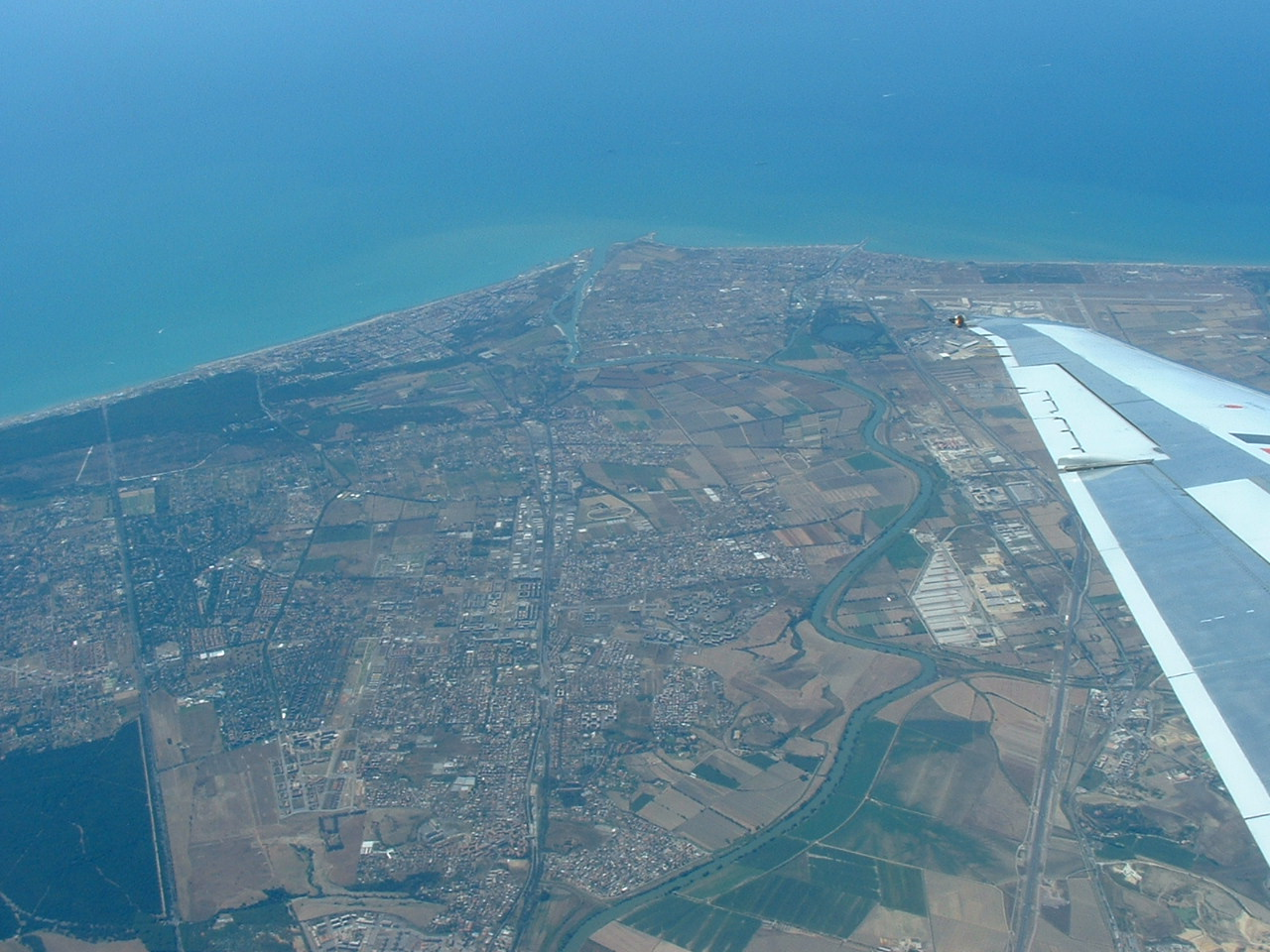
Foce del Tevere

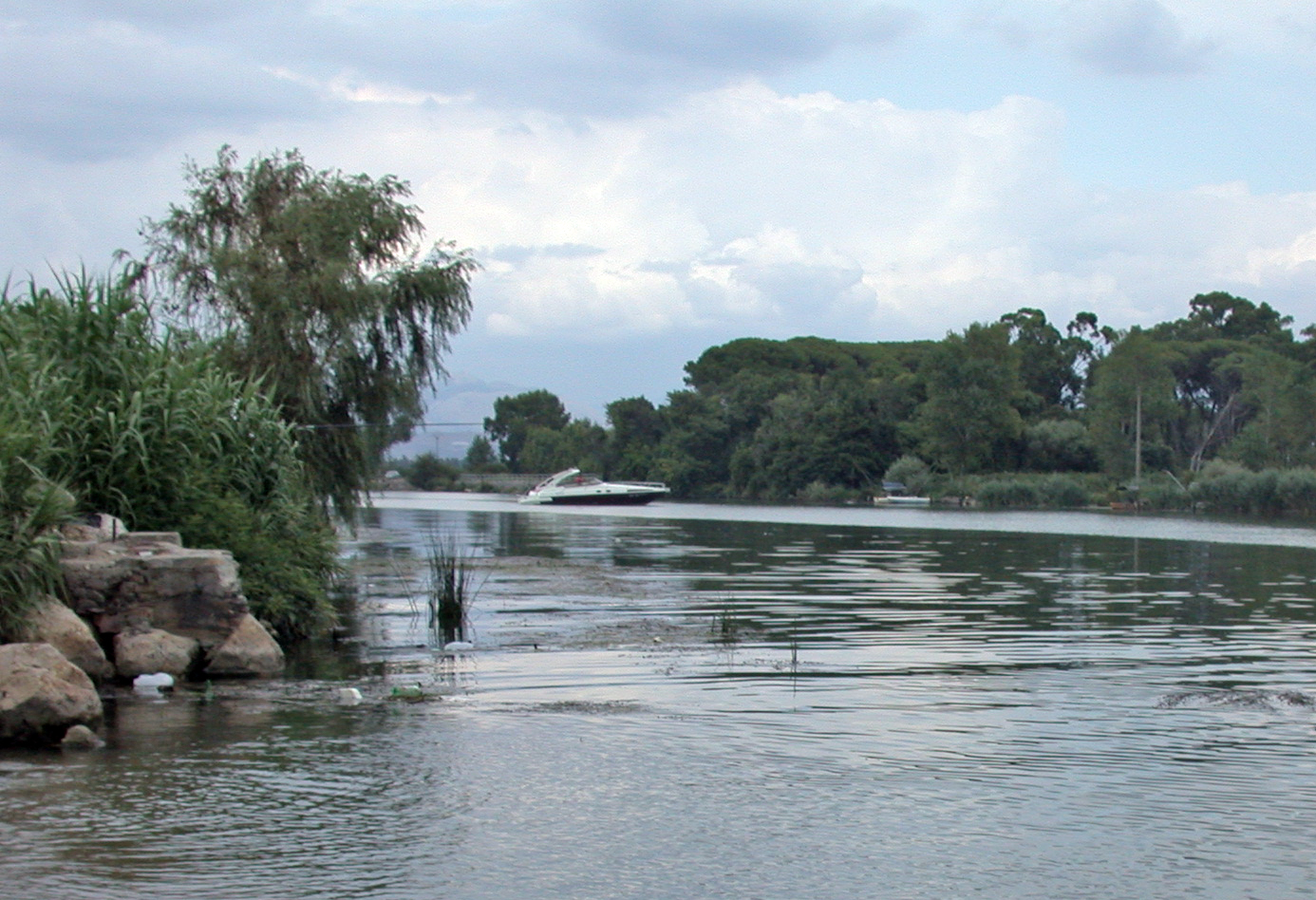
Foce del Garigliano

### Fiumi
Sfociano lungo il litorale laziale
- fiume Chiarone (confine Toscana-Lazio)
- fiume Fiora
- fiume Marta
- fiume Mignone
- fiume Fosso Rio
- fiume Tevere
- fiume Loricina
- fiume Astura
- fiume Portatore
- fiume Garigliano (confine Lazio-Campania)

### Vegetazione
- Il bosco del Foglino, poco fuori dal centro cittadino di Nettuno. Una grande macchia mediterranea, che si estende fino al confine con la provincia di Latina, il bosco del Foglino, con una superficie di 550 ettari, è un lembo residuo dell'antica selva del Circeo e di Terracina, in passato si estendeva da Roma a Napoli. Nel bosco sono presenti numerose specie vegetali e animali. Qui nasce un fungo porcino il boletus aestivalis.
- il Parco Urbano Pineta di Castel Fusano, un'area naturale protetta di 916 ettari situata nel territorio del comune di Roma e istituita nel 1980 dalla Regione Lazio. A partire dal 1996 fa parte della Riserva naturale statale Litorale Romano, importante oasi di rifugio e riproduzione di molte specie animali e vegetali tipiche dell'habitat mediterraneo.
- il Parco Nazionale del Circeo una delle più antiche aree naturali protette d'Italia, è ubicato lungo la costa tirrenica del Lazio storico, lungo il tratto di litorale tirrenico compreso tra Anzio e Terracina, coprendo una superficie di 8.917 ettari e prendendo il nome dall'omonimo promontorio, al suo interno protegge una notevole varietà di biomi presenti nelle zone umide, nelle dune e nel monte Circeo e sull'isola di Zannone.

## Geografia antropica

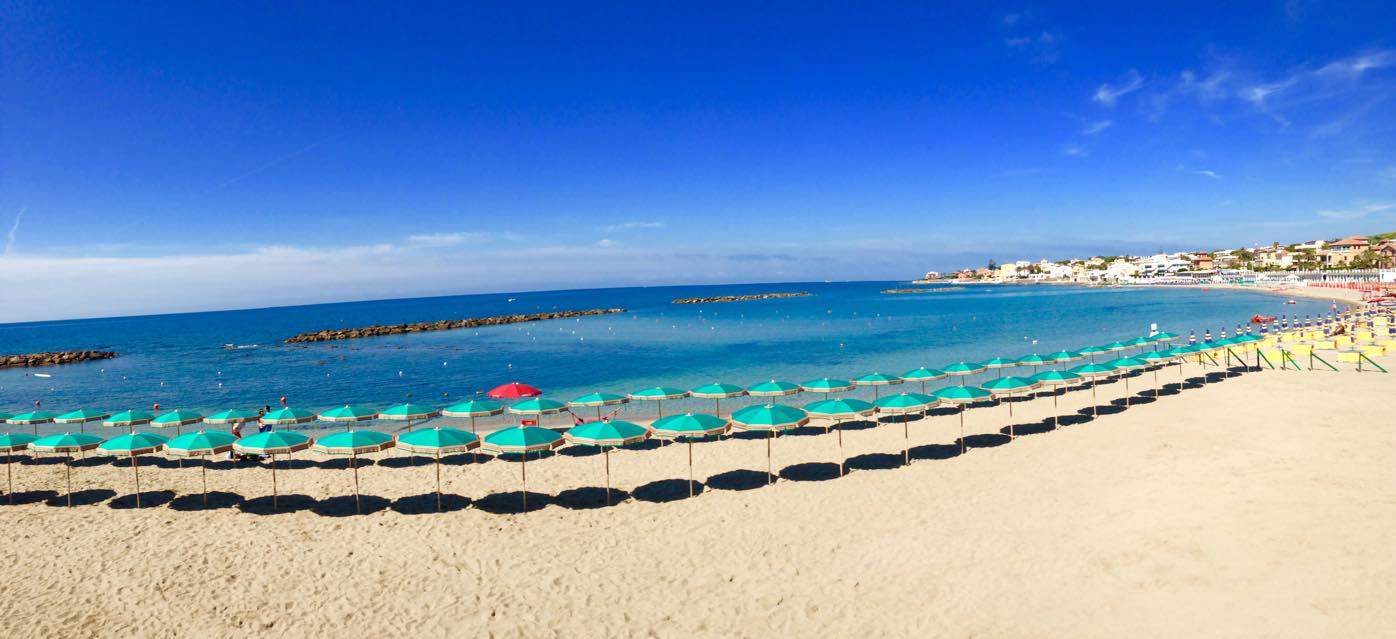
Santa Marinella

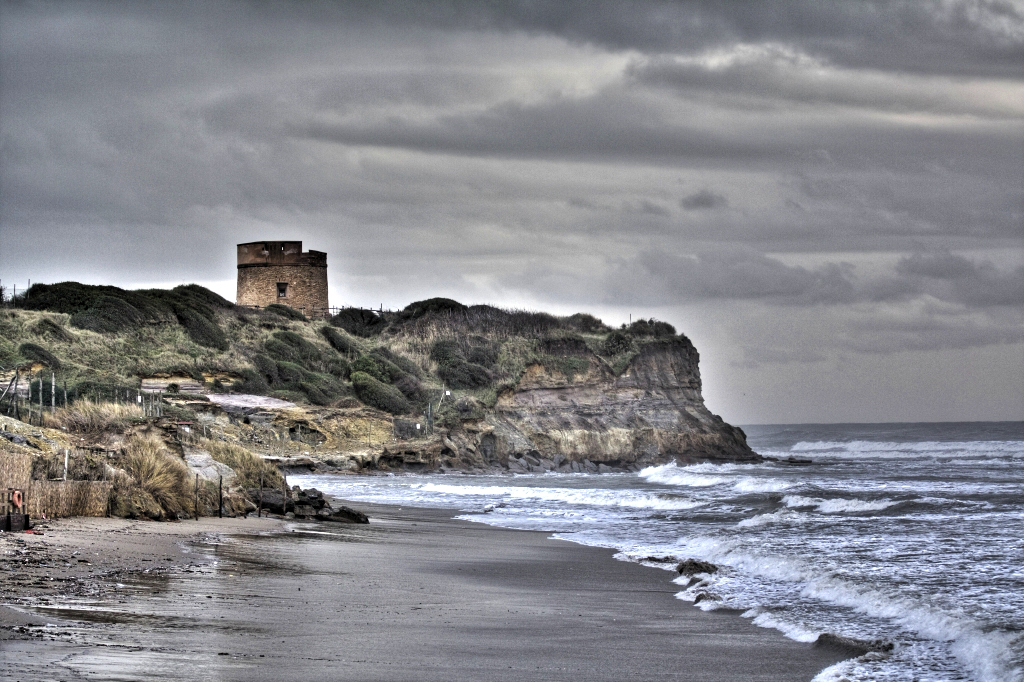
Anzio

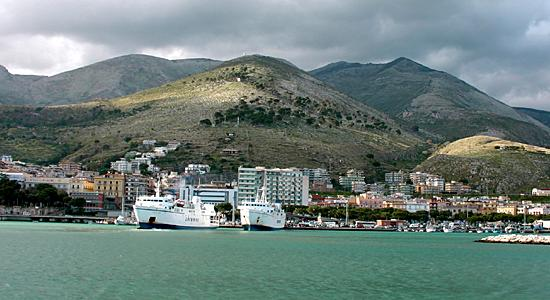
Formia

### Città
Le città e località che si incontrano dalla Toscana alla Campania sono:
- Marina di Pescia Romana (VT)
- Montalto Marina (VT)
- Riva dei Tarquini (VT)
- Lido di Tarquinia (VT)
- Civitavecchia (RM)
- Santa Marinella (RM)
- Santa Severa (RM)
- Campo di Mare (RM)
- Ladispoli (RM)
- Palidoro (RM)
- Fregene (RM)
- Focene (RM)
- Fiumicino (RM)
- Ostia (Roma)
- Torvajanica (RM)
- Ardea (RM)
- Tor San Lorenzo (RM)
- Lido dei Pini (RM)
- Lido dei Gigli (RM)
- Lido di Lavinio (RM)
- Anzio (RM)
- Nettuno (RM)
- Torre Astura (RM)
- Foce Verde (LT)
- Sabaudia (LT)
- San Felice Circeo (LT)
- Terracina (LT)
- Lido di Fondi (LT)
- Sperlonga (LT)
- Itri (LT)
- Gaeta (LT)
- Formia (LT)
- Scauri (LT)
- Marina di Minturno (LT)

## Infrastrutture e trasporti

### Porti

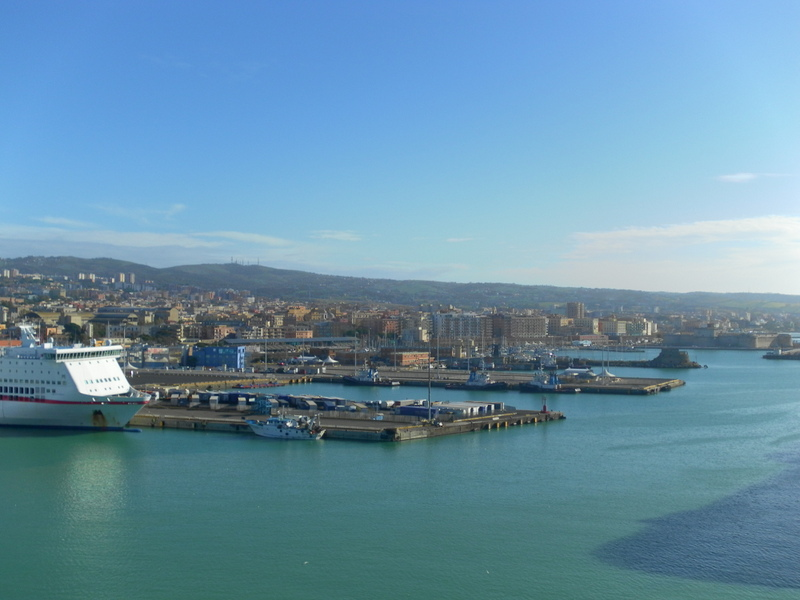
Porto di Civitavecchia

- Civitavecchia - collegamenti con la Sardegna, la Sicilia e la Corsica e per Barcellona, Tunisi, Tolone, Malta.
- Santa Marinella
- Fiumicino - collegamenti per il Golfo Aranci e per Tortolì
- Ostia
- Anzio - collegamenti per Ponza
- Nettuno
- San Felice Circeo
- Terracina - collegamenti per Ponza e Ventotene
- Sperlonga
- Gaeta
- Formia - collegamenti per Ponza e Ventotene

### Strade

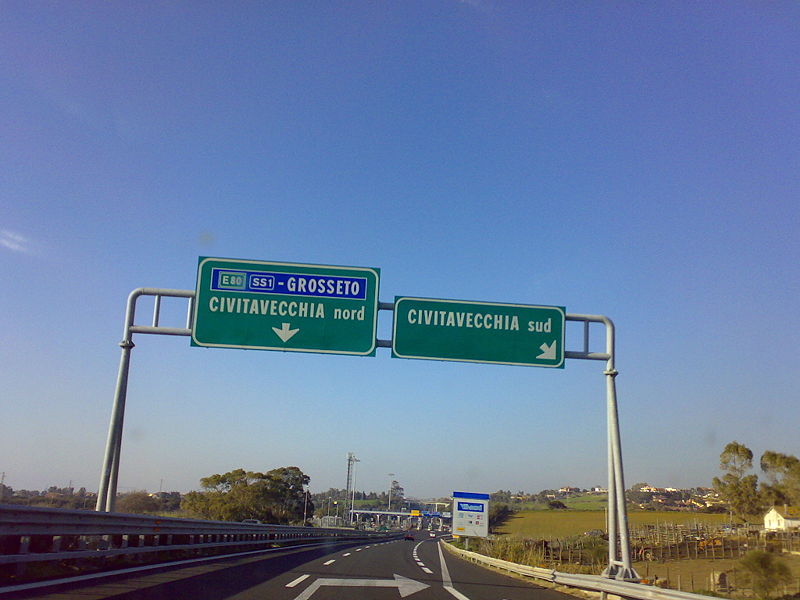
Autostrada A12

Le principali strade che servono la zona del Litorale sono:
- Autostrada A12
- Strada statale 1 Via Aurelia
- Strada statale 8 Via del Mare
- Strada statale 7 Via Appia
- Strada statale 148 Pontina
- Via Cristoforo Colombo
- Strada statale 601 Ostia-Anzio
- Strada statale 207 Nettunense

### Aeroporti

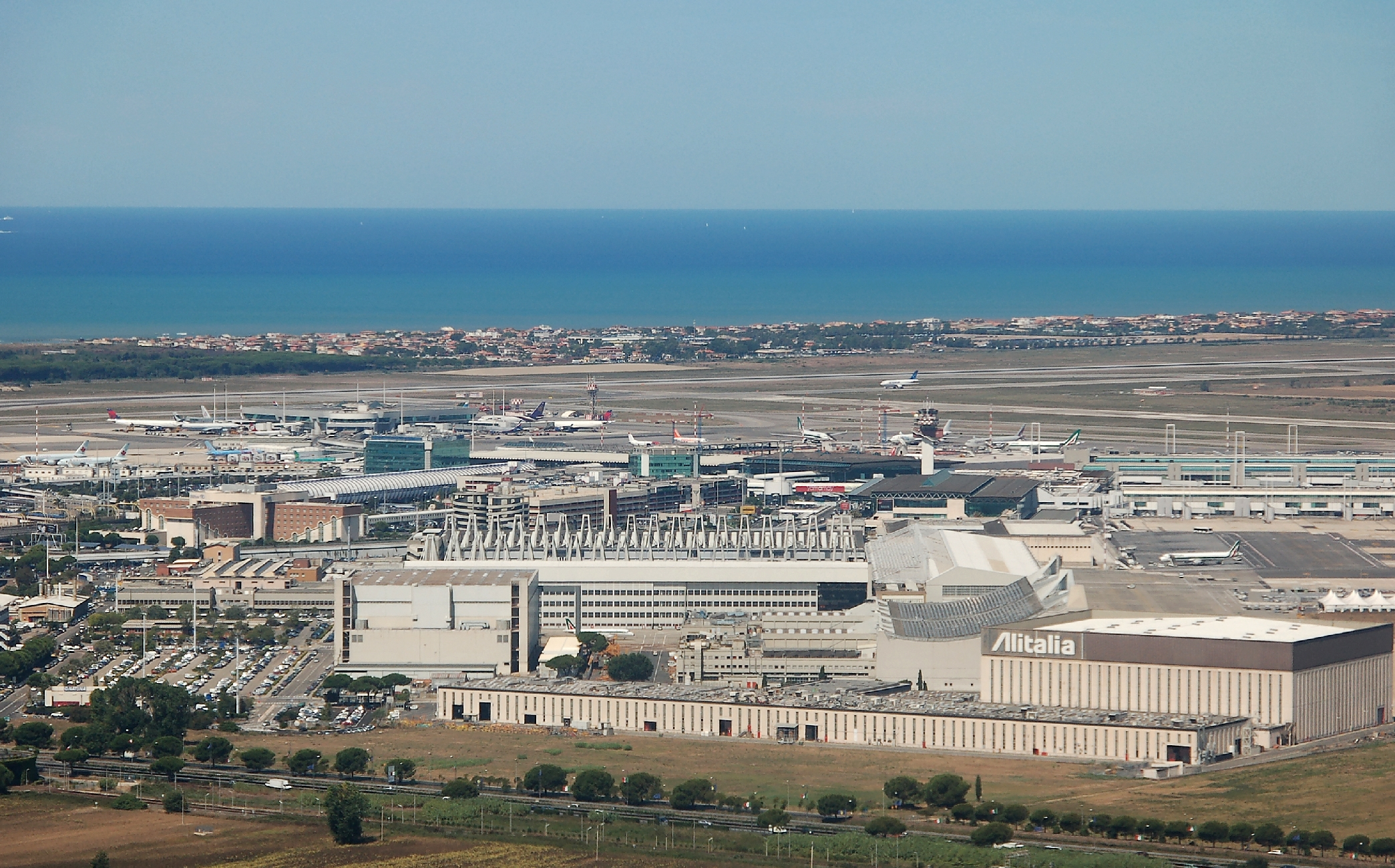
Aeroporto Leonardo da Vinci

- Aeroporto internazionale Leonardo da Vinci
- Aeroporto militare di Pratica di Mare

## Galleria d'immagini

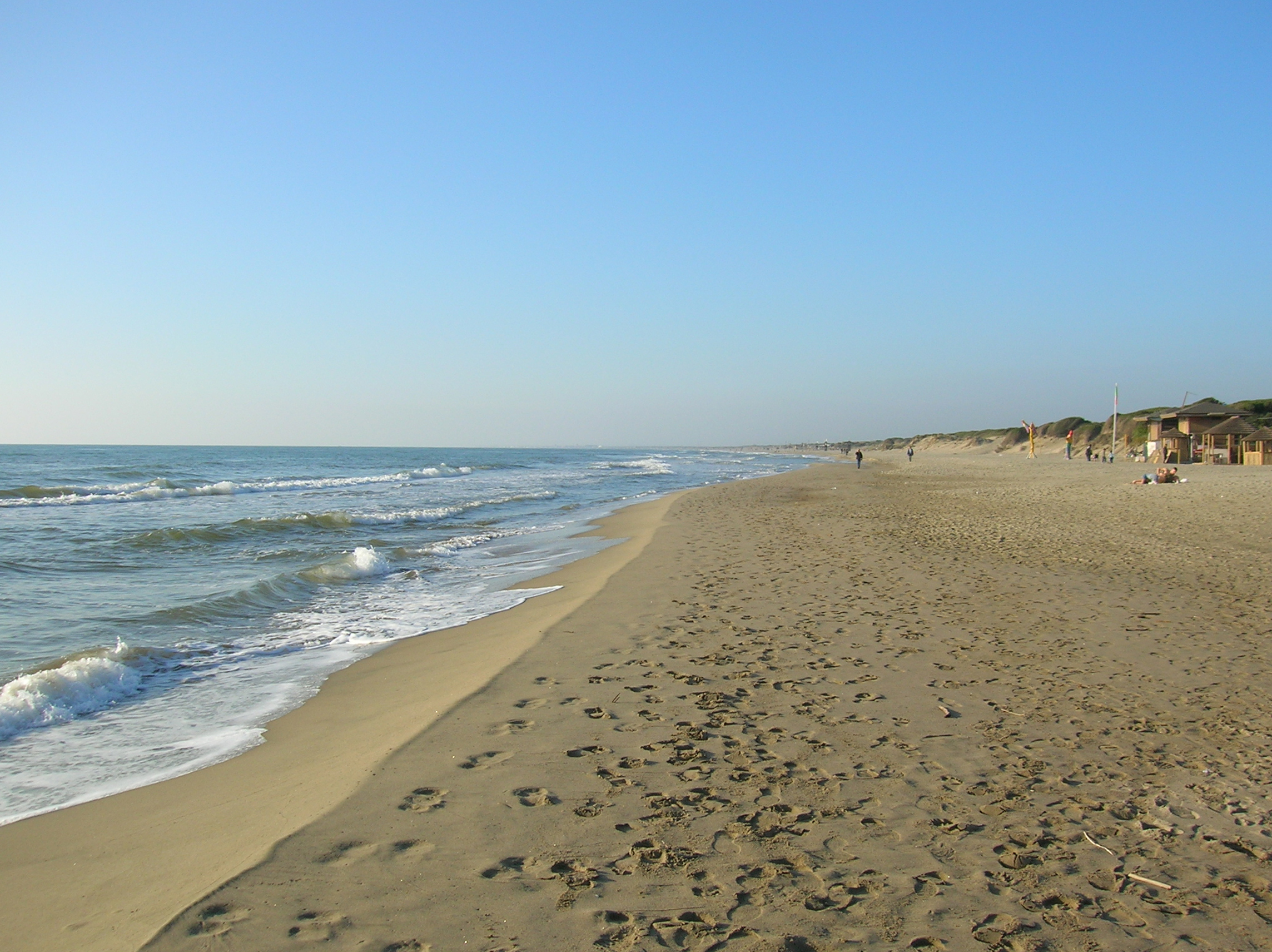
Capocotta
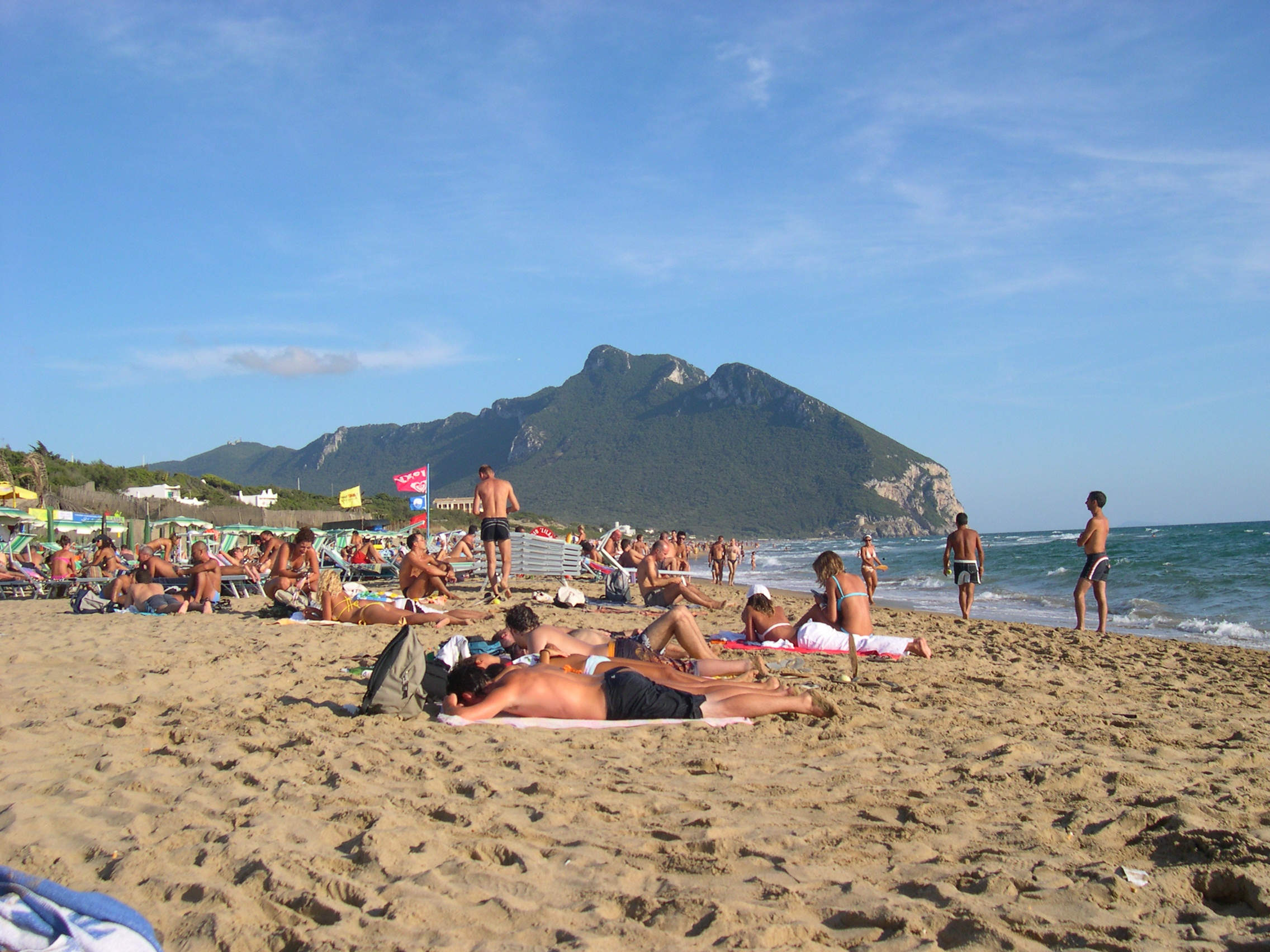
Sabaudia
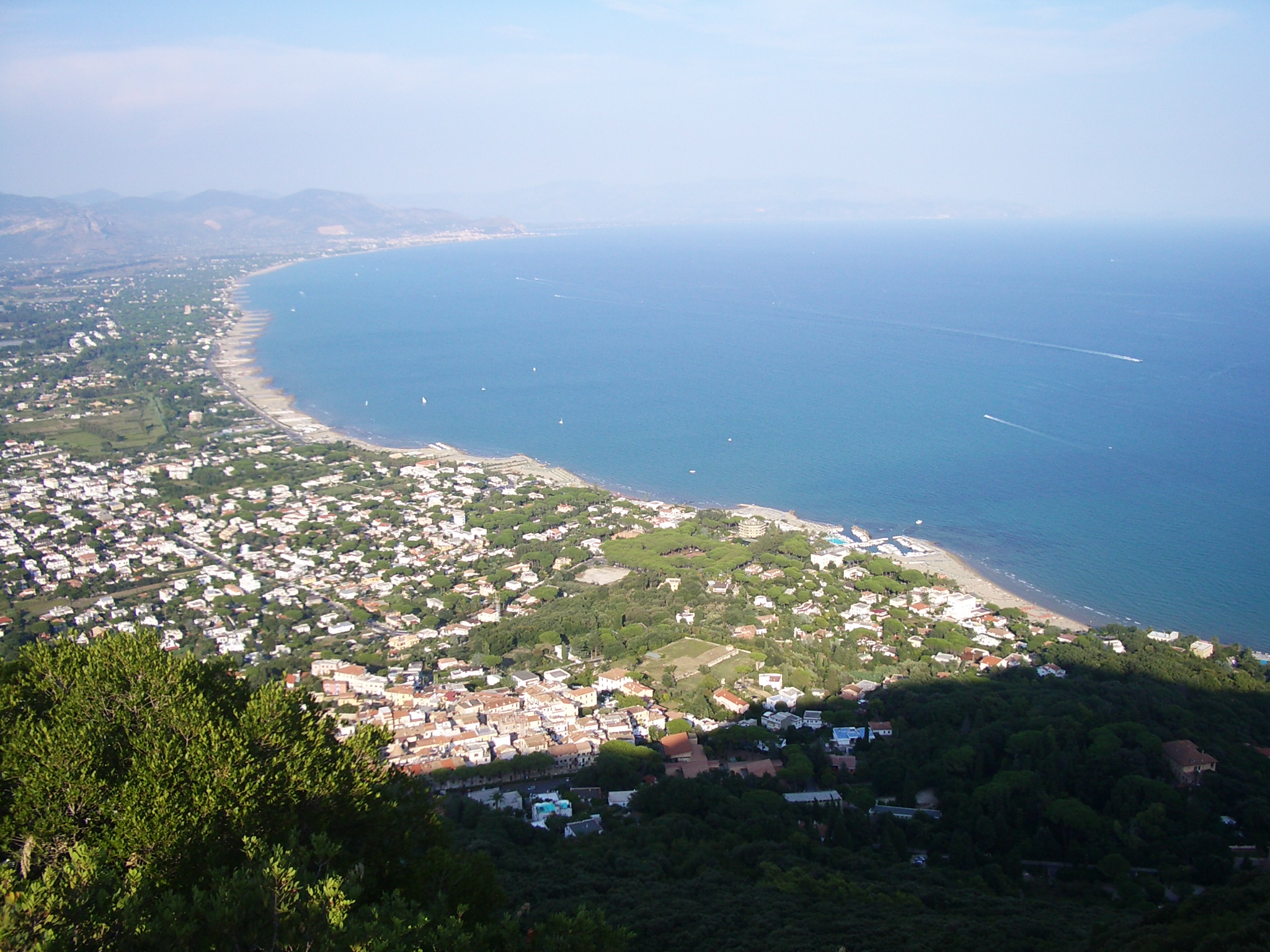
San Felice Circeo
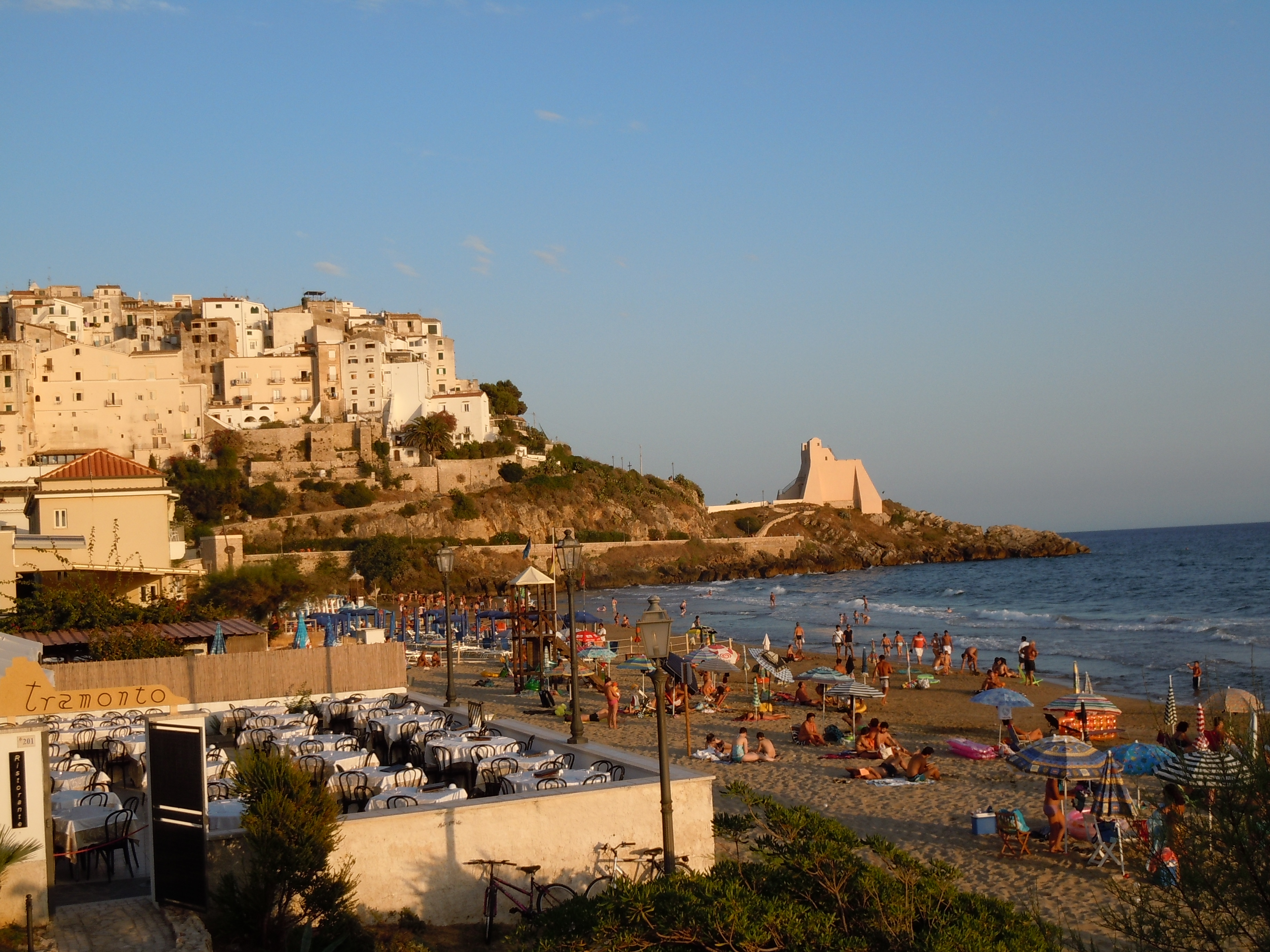
Sperlonga
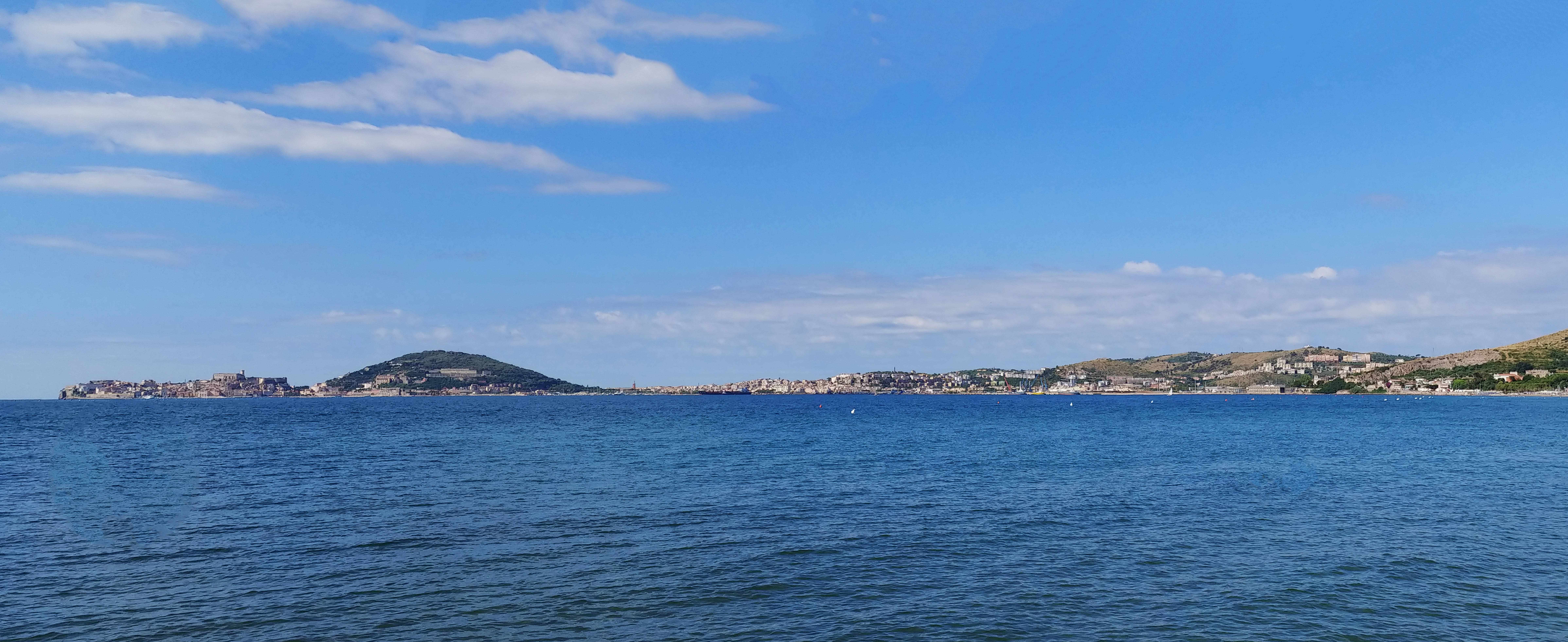
Gaeta